# Christine Lahti
Christine Lahti (Birmingham, 4 de abril de 1950) é uma atriz estadunidense de ascendência finlandesa, e vencedora do Oscar de melhor curta-metragem em live action. Recebeu uma indicação ao Óscar de Melhor Atriz (coadjuvante/secundária) por sua atuação no filme Swing Shift (1984), e ganhou o Oscar de Melhor curta-metragem em 1995 pelo filme Lieberman in Love. Também ganhou alguns prémios Globo de Ouro. Seu trabalho mais recente foi na série de televisão Studio 60 on the Sunset Strip.

## Filmografia (parcial)
- … And justice for all (1979)
- Whose Life Is It Anyway? (1981)
- Swing Shift (1984)
- Housekeeping (1987)
- Running on Empty (1988)
- Miss Firecracker (1989)
- Gross Anatomy (1989)
- The Doctor (1991)
- Crazy From the Heart (1991)
- Leaving Normal (1992)
- Chicago Hope (1994) (série de televisão)
- My First Mister (2001)
- Women vs. Men (2002)
- Out of the Ashes (2003)
- Jack & Bobby (2004) (televisão Séries)
- Studio 60 on the Sunset Strip (2006) (série de televisão)
- Law & Order: Special Victims Unit (2009) (série de televisão)
- Hawaii Five-0 (2012) (série de televisão)
- Lista Negra  (2013)

(Série de televisão)